# Cotylorhiza
Cotylorhiza es un género de cnidarios escifozoos de la familia Cepheidae.

## Especies
Según el ITIS:
- Cotylorhiza ambulacrata Haeckel, 1880
- Cotylorhiza erythraea Stiasny, 1920
- Cotylorhiza pacifica Mayer, 1915
- Cotylorhiza tuberculata (Macri, 1778)